# ブルース・マクラーレン
ブルース・レズリー・マクラーレン（Bruce Leslie McLaren 、1937年8月30日 - 1970年6月2日）、ニュージーランドのレーシング・ドライバー兼チームオーナー。現在もF1に参戦しているマクラーレンチームの創業者として知られる。

## 略歴

### 生い立ち
曾祖父の代にスコットランドからニュージーランドに移住。9歳の時に大腿骨の主に骨頭部分が破壊されるレッグ・カルベ・ペルテス病 にかかり、3年間、闘病生活を送った。その後、病気そのものは完治したが、左足は右足より4 cm縮んだ。この後遺症によりレーサーとなった後も左足を引きずっていた。
ブルースの実父はニュージーランドでガソリンスタンドを経営するかたわら、オースチン・7ベースのレース車などを作るなどしていた。ブルースはその車でレースに参戦し、いきなり優勝してしまう。これ以降ブルースのレース人生が始まることになる。
1958年、奨学金を掛けたGPで優勝。有望なレーサーをイギリス留学させる制度の第1号となった。イギリスF2で活躍し、同年、F1のドイツグランプリにクーパーからF2マシンで参戦し、5位に入っている。

### F1参戦

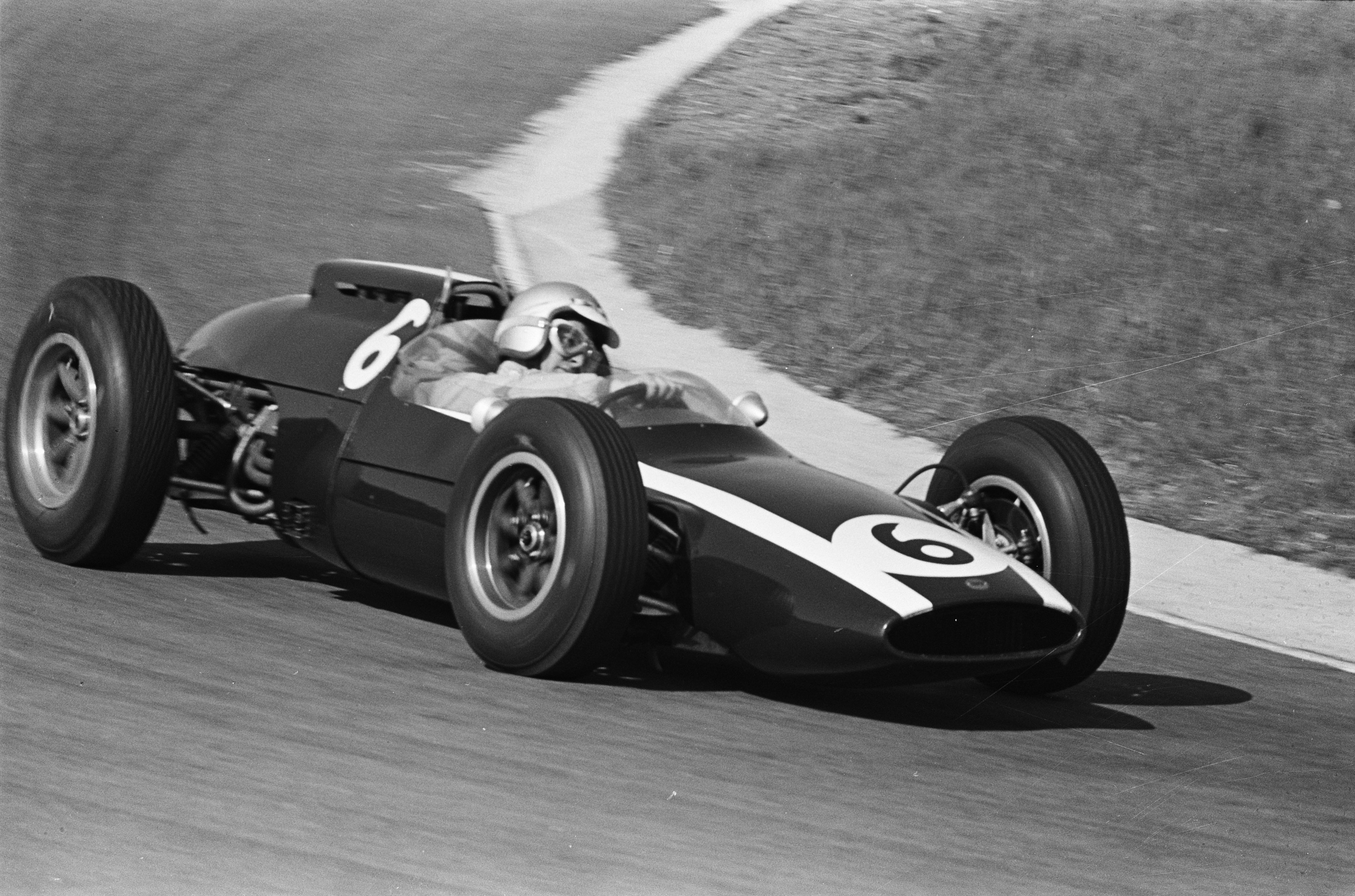
クーパー時代（1962年オランダグランプリ）

1959年にクーパーからF1デビューを果たし、最終戦のアメリカグランプリで初優勝。22歳と104日での優勝は、2003年第13戦ハンガリーグランプリにてフェルナンド・アロンソが塗り替えるまで、43年間に渡って最年少記録だった(インディ500を除く)。
翌1960年も開幕戦アルゼンチングランプリで優勝。その後は優勝こそないものの、2位3回、3位2回、4位1回（リタイヤは1回）と安定した記録を残し、ジャック・ブラバムに次ぐシリーズ2位となった。1961年はフェラーリの年となり低迷するが、1962年には第2戦モナコグランプリで自身3勝目を挙げ、他のレースでもシーズンを通し安定した成績を記録。ランキング3位となった。
その後、1965年までクーパーから参戦するが、チームが低迷期を迎えており、あまり活躍はなかった。

### 自チーム結成
成功したミッドシップレイアウトという遺産を食いつぶすようなクーパーチームに疑問を感じ、1963年にテディ・メイヤー、テイラー・アレクサンダーらとプライベートチーム「ブルース・マクラーレン・モーターレーシング」を設立。1964年に創設されたタスマンシリーズにクーパーのマシンで参戦し、初代チャンピオンを獲得した。またフォードと提携し、開発とテスト・プログラムを担っていた。
1966年にはクーパーから独立し、オリジナルシャシーを製造するコンストラクターとして活動を始めた。F1には1966年・1967年ともに参加したものの、F1が3,000ccに切り替わった中で良いエンジンの入手に苦労したチームが多かった中でマクラーレンも例外ではなく、リタイヤが多い不毛なシーズンとなった。1967年は、途中3戦のみイーグルを駆るが、その後再びマクラーレンから出走している。前半はBRMの2,000ccエンジンを搭載したM4Bで戦わざるを得ず、フォード・コスワース・DFVエンジンを使用するチーム・ロータスの前に苦戦したが、後半はようやく完成したBRMのV型12気筒3,000ccエンジンを積んだM5Aを登場させ、小型でスリムだったためかなりの戦闘力があった。この2年間は、ブルースのみの1カー体制だった。
北米のスポーツカーレース、Can-Amでは友人のデニス・ハルムとともに選手権を席巻し、「ブルース・アンド・デニー・ショー」と呼ばれた。ブルースは1967年と1969年、ハルムは1968年と1970年にそれぞれシリーズチャンピオンを獲得した。

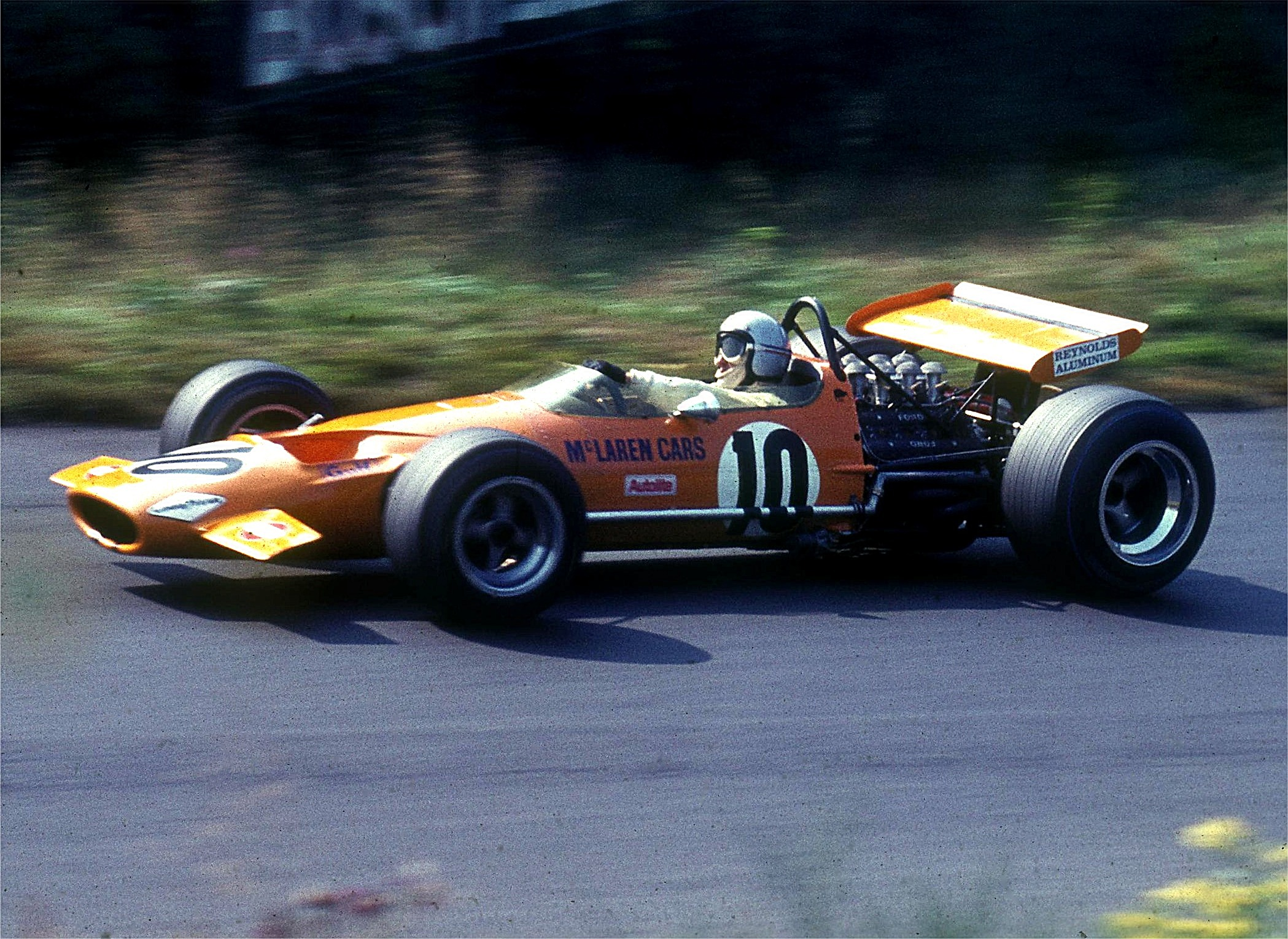
1969年ドイツグランプリでのマクラーレン

F1で1968年よりハルムをチームメイトに迎え、他にも数人のドライバーが同チームから参戦するようになった。オーナーという立場であったが、ブルースは友人のハルムのNo.2という立場を喜んで引き受けたという。この年洗練されたアルミニウムモノコックシャーシの一部にチーム・ロータス独占でなくなったフォード・コスワース・DFVエンジンを使用したM7Aはデビューレースを2位で終え、第4戦ベルギーグランプリで優勝し、オーナー自らチームに初勝利をもたらした。自身の名前を冠したマシンでの優勝は、ジャック・ブラバムに続き2例目である。
また、僚友のハルムは2勝を挙げ、グラハム・ヒル、ジャッキー・スチュワートと最終戦までチャンピオン争いを展開した（結果3位）。コンストラクターズではチーム・ロータスに次ぐ2位に入るなど、良いエンジンさえ手に入れば優秀なマシンを作れるチームだということを立証し、チームは上位グループの仲間入りを果たした。

### 事故死
1970年6月2日、グッドウッド・サーキットで1970年用のCan-Amマシン、M8Dのテストを行った。しかしその最中に、マシンの後部のカウルがウィングごと脱落してクラッシュし、死亡。享年32。
チームはテディ・メイヤーに引き継がれ活動を続け、ブルースの死去から4年後の1974年、エマーソン・フィッティパルディがF1チャンピオンとなり、初タイトルを手にした。1976年にはジェームス・ハントが王座に。その後低迷期を経て、1980年にチームはロン・デニス率いるプロジェクト4と合併、以後もアイルトン・セナ、アラン・プロスト、ミカ・ハッキネン、ルイス・ハミルトン等複数のチャンピオンを輩出するトップチームとして君臨し続けている。

## エピソード

### ル・マン優勝
1966年のル・マン24時間レースでは、同郷出身のクリス・エイモンとともにフォード・マーク2をドライブし、フォードにとって念願のル・マン24時間レース初制覇を達成した。
このレースのフィナーレでは、1-3位を独占したフォード勢がチームの指示により一団となってチェッカーを受けた。トップを独走していたケン・マイルズ/デニス・ハルム組が優勝するはずだったが、レース主催がマクラーレン、エイモン組の車両がマイルズ、ハルム組の車両より20ヤード後方よりスタートしていたことを加味してマクラーレン、エイモン組が1位、マイルズ、ハルム組を2位とする裁定を下した。フォードチームは2台優勝にしてほしいと依頼したが、主催者のフランス西部自動車クラブ (ACO) に認められなかった。

### 夢の実現
生前、Can-Amマシンをベースとしたマクラーレンブランドのロードゴーイングカーを製作することを計画していた。しかし、諸事情で実現せず、更に自身の他界によって計画は頓挫してしまった。
このブルースの果たせなかった夢が、後にマクラーレン・F1という形で結実した。1995年のル・マン24時間レース優勝記念として5台だけ限定生産された「マクラーレンF1-LM」は、彼に敬意を表してオレンジ一色のカラーリングを採用している。オレンジ色は母国ニュージーランドのナショナルレーシングカラーであり、初期のマクラーレンのマシンの象徴だった。その後ヤードレーの白と赤黒金のストライプ、マールボロの赤白、ウエストの銀を経て、2017年からは再びオレンジのカラーリングが復活している。

### 伝記映画
2007年、ニュージーランドにおいて、ブルースの生涯を映画化する計画が発表された。監督はブルースのファンであるマイケル・ガーリック、プロデューサーは『マトリックス』、『ロード・オブ・ザ・リング』等を手がけたバリー・オズボーンが担当。
未亡人のパティや一娘のアマンダ、政府大臣の他、レーシング関係者からはフィッティパルディ、ブラハム、クリス・エイモン、数名の元マクラーレンチームスタッフなどが支援している。|
公開の目標は2009年。俳優による演技だけでなく、実際のレース映像も盛り込まれる予定であるとされたが、
その後、製作状況に関する情報は不明であった。
発表から10年、2017年5月25日にイギリスの映画館で公開され、5月29日からはDVDとブルーレイが発売された。日本でも9月6日に「マクラーレン ～F1に魅せられた男～」として両メディアセットが字幕版で発売された。

## レース戦績

### F1
| 年     | 所属チーム           | シャシー | 1       | 2       | 3       | 4       | 5       | 6       | 7       | 8       | 9       | 10      | 11      | 12    | 13  | WDC       | ポイント |
| ------ | -------------------- | -------- | ------- | ------- | ------- | ------- | ------- | ------- | ------- | ------- | ------- | ------- | ------- | ----- | --- | --------- | -------- |
| 1958年 | クーパー             | T45 F2   | ARG     | MON     | NED     | 500     | BEL     | FRA     | GBR     | GER 5*  | POR     | ITA     | MOR 12  |       |     | NC (42位) | 0*       |
| 1959年 | クーパー             | T45 F2   | MON 5   | 500     | NED     |         |         |         |         |         |         |         |         |       |     | 6位       | 16.5     |
| 1959年 | クーパー             | T51      |         |         |         | FRA 5   | GBR 3   | GER Ret | POR Ret | ITA Ret | USA 1   |         |         |       |     | 6位       | 16.5     |
| 1960年 | クーパー             | T51      | ARG 1   |         |         |         |         |         |         |         |         |         |         |       |     | 2位       | 34 (37)  |
| 1960年 | クーパー             | T53      |         | MON 2   | 500     | NED Ret | BEL 2   | FRA 3   | GBR 4   | POR 2   | ITA     | USA 3   |         |       |     | 2位       | 34 (37)  |
| 1961年 | クーパー             | T55      | MON 6   | NED 12  | BEL Ret | FRA 5   | GBR 8   | GER 6   | ITA 3   | USA 4   |         |         |         |       |     | 8位       | 11       |
| 1962年 | クーパー             | T60      | NED Ret | MON 1   | BEL Ret | FRA 4   | GBR 3   | GER 5   | ITA 3   | USA 3   | RSA 2   |         |         |       |     | 3位       | 27 (32)  |
| 1963年 | クーパー             | T66      | MON 3   | BEL 2   | NED Ret | FRA 12  | GBR Ret | GER Ret | ITA 3   | USA 11  | MEX Ret | RSA 4   |         |       |     | 6位       | 17       |
| 1964年 | クーパー             | T66      | MON Ret |         |         |         |         |         |         |         |         |         |         |       |     | 7位       | 13       |
| 1964年 | クーパー             | T73      |         | NED 7   | BEL 2   | FRA 6   | GBR Ret | GER Ret | AUT Ret | ITA 2   | USA Ret | MEX 7   |         |       |     | 7位       | 13       |
| 1965年 | クーパー             | T73      | RSA 5   |         |         |         |         |         |         |         |         |         |         |       |     | 9位       | 10       |
| 1965年 | クーパー             | T77      |         | MON 5   | BEL 3   | FRA Ret | GBR 10  | NED Ret | GER Ret | ITA 5   | USA Ret | MEX Ret |         |       |     | 9位       | 10       |
| 1966年 | マクラーレン         | M2B      | MON Ret | BEL DNS | FRA     | GBR 6   | NED DNS | GER     | ITA     | USA 5   | MEX Ret |         |         |       |     | 16位      | 3        |
| 1967年 | マクラーレン         | M4B      | RSA     | MON 4   | NED Ret | BEL     |         |         |         |         |         |         |         |       |     | 14位      | 3        |
| 1967年 | アングロ・アメリカン | T1G      |         |         |         |         | FRA Ret | GBR Ret | GER Ret |         |         |         |         |       |     | 14位      | 3        |
| 1967年 | マクラーレン         | M5A      |         |         |         |         |         |         |         | CAN 7   | ITA Ret | USA Ret | MEX Ret |       |     | 14位      | 3        |
| 1968年 | マクラーレン         | M7A      | RSA     | ESP Ret | MON Ret | BEL 1   | NED Ret | FRA 8   | GBR 7   | GER 13  | ITA Ret | CAN 2   | USA 6   | MEX 2 |     | 5位       | 22       |
| 1969年 | マクラーレン         | M7A      | RSA 5   |         |         |         |         |         |         |         |         |         |         |       |     | 3位       | 26       |
| 1969年 | マクラーレン         | M7C      |         | ESP 2   | MON 5   | NED Ret | FRA 4   | GBR 3   | GER 3   | ITA 4   | CAN 5   | USA DNS | MEX DNS |       |     | 3位       | 26       |
| 1970年 | マクラーレン         | M14A     | RSA Ret | ESP 2   | MON Ret | BEL     | NED     | FRA     | GBR     | GER     | AUT     | ITA     | CAN     | USA   | MEX | 14位      | 6        |

- 太字はポールポジション、斜字はファステストラップ。(key)
- 1958年ドイツグランプリにおいて、マクラーレンはF2のシャシーで出場したため、入賞圏内でフィニッシュしたもののポイントは与えられなかった。

### ル・マン24時間レース
| 年     | チーム                                                    | コ・ドライバー       | 使用車両                  | クラス  | 周回 | 総合順位 | クラス順位 |
| ------ | --------------------------------------------------------- | -------------------- | ------------------------- | ------- | ---- | -------- | ---------- |
| 1959年 | クーパー・カー・カンパニー                                | ジム・ラッセル       | クーパー・T49 モナコ MK I | S 2.0   | 79   | DNF      | DNF        |
| 1961年 | ブリッグス・カニンガム                                    | ウォルト・ハンスゲン | マセラティ・ティーポ63    | S 3.0   | 31   | DNF      | DNF        |
| 1962年 | ブリッグス・カニンガム                                    | ウォルト・ハンスゲン | マセラティ・ティーポ151   | E +3.0  | 177  | DNF      | DNF        |
| 1963年 | デイヴィッド・ブラウン レーシング Dept.                   | イネス・アイルランド | アストンマーティン・DP214 | GT +3.0 | 59   | DNF      | DNF        |
| 1964年 | フォード・モーター・カンパニー                            | フィル・ヒル         | フォード・GT Mk.I         | P 5.0   | 192  | DNF      | DNF        |
| 1965年 | シェルビー・アメリカン Inc.                               | ケン・マイルズ       | フォード・GT Mk.II        | P +5.0  | 45   | DNF      | DNF        |
| 1966年 | シェルビー・アメリカン Inc.                               | クリス・エイモン     | フォード・GT Mk.II        | P +5.0  | 360  | 1位      | 1位        |
| 1967年 | フォード・モーター カンパニー シェルビー・アメリカン Inc. | マーク・ダナヒュー   | フォード・GT40 Mk.IV      | P +5.0  | 359  | 4位      | 3位        |